# Кистон (Небраска)
Кистон (енгл. Keystone) насељено је место без административног статуса у америчкој савезној држави Небраска.

## Демографија
По попису из 2010. године број становника је 59.
| Група             | 2000.    | 2010.      |
| Белци             | 0 (0,0%) | 57 (96,6%) |
| Афроамериканци    | 0 (0,0%) | 0 (0,0%)   |
| Азијати           | 0 (0,0%) | 0 (0,0%)   |
| Хиспаноамериканци | 0 (0,0%) | 2 (3,4%)   |
| Укупно            | 0        | 59         |